# لاسلیز پوینت (ویسکانسین)
لاسلیز پوینت (به انگلیسی: Lasleys Point) یک منطقهٔ مسکونی در ایالات متحده آمریکا است که در شهرستان وینه‌بگو، ویسکانسین واقع شده‌است. لاسلیز پوینت  ۲۳۱٫۹۶ متر بالاتر از سطح دریا واقع شده‌است.